# Creutzwald-Wilhelmsbronn
Creutzwald-Wilhelmsbronn est une ancienne commune française du département de la Moselle en région Grand Est. Elle est rattachée à celle de Creutzwald-la-Croix en 1809.

## Toponymie
Anciennes mentions : Wilhelmusbrun (1723), Silva Wilhelmus Brun (1726), Wilhelmsbroun-lès-Creutzwald (dict. Viv.), Creutzwald Wilhemsbronne (1793), Creutzvaldt-Wilhemsbronne (1801), Creutzwald-Wilhemsbronne (sans date),.
Wilhelmsbronn signifie « fontaine Guillaume » en allemand.

## Histoire
Wilhelmsbronn est un ancien domaine du prince de Nassau-Sarrebruck, il est fondé par un prince de cette maison dans la forêt de Warendt en 1668, puis est cédé à la France en 1766.
Ce village est compris comme chef-lieu de commune dans le canton de Sarrelouis par arrêté du 29 vendémiaire an X, puis est réuni à Creutzwald-la-Croix par décret du 24 mars 1809.

## Démographie
| 1793 | 1800 | 1806 |
| ---- | ---- | ---- |
| abs. | 284  | 163  |

## Lieux et monuments
En 1868, cette ancienne commune renferme des usines considérables, des forges et des fonderies de fer établies en 1735. Par ailleurs, une fonderie de plomb et une verrerie y étaient autrefois prospères.